# Melobesia grandiuscula
Melobesia grandiuscula Montagne, 1846  é o nome botânico  de uma espécie de algas vermelhas  pluricelulares do gênero Melobesia, subfamília Melobesioideae.
- São algas marinhas encontradas na Argélia.

## Sinonímia
- Não apresenta sinônimos.